# Robert Länge

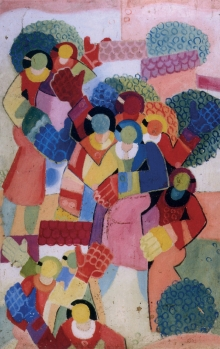
Gemälde von Robert Länge

Robert Länge (* 19. September 1912 in Stuttgart-Möhringen; † 19. April 1943 bei Noworossijsk) war ein deutscher Maler.

## Leben
Länges Vater Christian kam von der Schwäbischen Alb nach Möhringen. Die Familie lebte in bescheidenen Verhältnissen. Länge wurde Malermeister mit eigener kleiner Werkstatt. 
Um das Jahr 1930 begegnete er Max Ackermann und nahm an dessen Seminar für Absolute Malerei an der Stuttgarter Volkshochschule teil – unter anderem mit einem Kurs über die Gestaltungslehre Adolf Hölzels. Bald gehörte Länge zum engeren Freundes- und Schülerkreis Ackermanns im Stuttgarter Atelier Urbanstraße und am Bodensee in Hornstaad im Haus Ackermann-Ostermayer. Wichtige Impulse gaben ihm auch seine persönlichen Kontakte zu den Künstlern Ida Kerkovius, Otto Dix, Walter Wörn, Willi Baumeister, Manfred Pahl, Otto Baum und Alfred Lehmann. Von den Nazis mit Lehrverbot belegt, arbeitete Ackermann mit seinen Schülern dort zunächst weiter. Dokumentiert ist eine Reise zur Weltausstellung in Paris im Jahr 1937. Länge studierte hier Picassos Guernica. Bei einem Malaufenthalt auf Mallorca und in Valencia mit seinem Freund und Ackermann-Mitschüler Gerhard Braun entstanden Impressionen von besonderer Farbigkeit.
Zurück in Deutschland musste sich Länge um sein Geschäft kümmern. Im April 1940 wurde er zum Kriegsdienst einberufen und nahm am Russlandfeldzug teil. Viele seiner Briefe von der Front enthalten Skizzen und er berichtet von seiner Begeisterung für die russische Volkskunst. Am 19. April 1943 wurde Länge im Alter von 30 Jahren erschossen.